# Giovanni Paccosi

Bischofswappen von Giovanni Paccosi

Giovanni Paccosi (* 2. Juni 1960 in Florenz) ist ein italienischer Geistlicher und römisch-katholischer Bischof von San Miniato.

## Leben
Giovanni Paccosi trat als Mitglied der Bewegung Comunione e Liberazione in das Priesterseminar des Erzbistums Florenz ein, für das er am 4. April 1985 durch Erzbischof Silvano Piovanelli in der Kathedrale von Florenz das Sakrament der Priesterweihe empfing.
Nach Aufgaben in der Pfarrseelsorge seiner Heimatdiözese ging er 2001 als Fidei-Donum-Priester nach Peru und war im Bistum Carabayllo tätig. Neben Aufgaben in der Pfarrseelsorge war er für die Ausbildung des jungen Klerus verantwortlich und lehrte an mehreren Hochschulen. 2016 kehrte er in die Heimat zurück und wurde Pfarrer im Ortsteil Casellina von Scandicci. Er leitete das Diözesanamt für die kirchlichen Kulturgüter des Erzbistums Florenz. Außerdem war er unter anderen Kanoniker an der Kathedrale von Florenz, Bischofsvikar für die Seelsorge und Mitglied des Konsultorenkollegiums. Ab 2022 war er Verantwortlicher der Bewegung Comunione e Liberazione für Lateinamerika.
Am 24. Dezember 2022 ernannte ihn Papst Franziskus zum Bischof von San Miniato. Der Erzbischof von Florenz, Giuseppe Kardinal Betori, spendete ihm am 5. Februar des folgenden Jahres in der Kathedrale von Florenz die Bischofsweihe. Mitkonsekratoren waren sein Amtsvorgänger und Bischof von Arezzo-Cortona-Sansepolcro, Andrea Migliavacca, sowie der Erzbischof von Salerno-Campagna-Acerno, Andrea Bellandi. Die Amtseinführung in San Miniato fand am 26. Februar 2023 statt.